# Cleome platycarpa
Cleome platycarpa là một loài thực vật có hoa trong họ Màng màng. Loài này được Torr. mô tả khoa học đầu tiên năm 1857.